# 小川耕一
小川 耕一（おがわ こういつ、生没年不詳）とは、明治時代の浮世絵師。

## 来歴
尾形月耕の門人。姓は山村、名は清助。出身地など詳しい閲歴は未詳。尾形耕一とも表記される。月耕が弓町に住んでいた時期（明治8年〈1875年〉 - 明治14年〈1881年〉）からの古い門人であると伝わる。主にボール表紙本や雑誌の挿絵に腕を揮うが錦絵も描く。雑誌の挿絵の例として、明治26年（1893年）9月刊行の『幼年画譜』、明治29年（1896年）2月刊行の『修身画訓』と『風俗画報』、また同年5月の『小学生徒教育修身の話』などがある。『幼年画譜』は学友館、『修身画訓』は水野書店から出版された。

## 作品
- 「婦人風俗画」　石版画（洋紙）　明治29年（1896年）
- 「新撰東京名勝図会」  12枚(袋入)  明治42年
- 「家庭教訓 婦女名鑑」 12枚組 明治42年
- 「家庭教訓 古今英雄鑑」 12枚組 明治42年
- 「家庭教訓 女礼式」 12枚組 明治42年